# Міністерство внутрішніх справ і відносин королівства Нідерланди
Міністерство внутрішніх справ і відносин королівства Нідерланди (нід. Ministerie van Binnenlandse Zaken en Koninkrijksrelaties; BZK) — міністерство Нідерландів, відповідальне за внутрішню політику, державну службу, державне управління, вибори, місцеве самоврядування, розвідку та відносини з королівством.
Міністр внутрішніх справ і відносин з королівством є членом Кабінету міністрів Нідерландів. Міністерство було створено в 1798 році як Департамент внутрішньої поліції для моніторингу стану дамб, доріг і вод Батавської Республіки. У 1876 році воно стало Міністерством внутрішніх справ і кілька разів змінювало назву, перш ніж прийняти свою нинішню назву в 1998 році.
Слот Ханке Брюїнс є чинним міністром із січня 2022 року.

## Історія
Попередник міністерства, Департамент внутрішньої політики та нагляду за станом водних споруд, був заснований у Батавській республіці в 1798 році. Цей департамент було перейменовано на Міністерство внутрішніх справ у 1801 році, і ця назва збереглася, коли Нідерланди відновили свою Незалежність у 1813 році. Його початкова сфера охоплювала такі різноманітні сфери політики, як освіта, торгівля, охорона здоров'я та телеграф.
Оскільки роль уряду розширювалася з появою соціальної держави наприкінці XIX та на початку XX століття, деякі з цих сфер політики були передані іншим міністерствам або отримали власні міністерства. Це почалося в 1877 році, коли було створено Міністерство водного господарства, торгівлі та промисловості. Цей розвиток тривав і в XX столітті. У 1918 році державне житло було передано Міністерству праці, а також було створено Міністерство освіти, мистецтв і науки. У 1923 році міністерство було коротко перейменовано в Міністерство внутрішніх справ і сільського господарства, але в 1932 році сільське господарство було передано Міністерству економіки.
Зовсім недавно міністерство отримало певні повноваження. У 1998 році обов’язки, які раніше входили до Кабінету у справах Нідерландських Антильських островів і Аруби, залишку Міністерства у справах колоній, були передані міністерству, яке було перейменовано на Міністерство внутрішніх справ і відносин з Королівством, посилаючись на відносини між різними складових країн Королівства Нідерландів. У 2010 році політику безпеки, включаючи поліцію та пожежну службу, було передано новоствореному Міністерству безпеки та юстиції, тоді як Міністерство внутрішніх справ та відносин з Королівством натомість повернули державне житло.